# Allan Eastman
Allan Eastman est un réalisateur, producteur, acteur et scénariste canadien, né le 6 juillet 1948, à Winnipeg au Manitoba (Canada).

## Filmographie

### comme Réalisateur
- 1976 : A Sweeter Song
- 1979 : Le Vagabond (The Littlest Hobo) (série télévisée)
- 1985 : The War Boy
- 1987 : La Course à la bombe (Race for the Bomb) (feuilleton TV)
- 1987 : Ford: The Man and the Machine (TV)
- 1987 : Crazy Moon
- 1987 : Vendredi 13 ("Friday the 13th") (série télévisée)
- 1988 : War of the Worlds (série télévisée)
- 1989 : Les Contes d'Avonlea (Road to Avonlea) (série télévisée)
- 1989 : Champagne Charlie (TV)
- 1991 : Un privé sous les tropiques (Sweating Bullets) (série télévisée)
- 1993 : Matrix (série télévisée)
- 1994 : RoboCop (série télévisée)
- 1995 : Sliders : Les Mondes parallèles (Sliders) (série télévisée)
- 1996 : Danger Zone
- 1997 : Night Man (série télévisée)

### comme Producteur
- 1999 : BeastMaster, le dernier des survivants (BeastMaster) (série télévisée)

### comme Acteur
- 1987 : Ford: The Man and the Machine (TV) : Sam

### comme Scénariste
- 1976 : A Sweeter Song